# William Christie (astronom)
Această pagină se referă la un astronom. Pentru alte persoane omonime, vedeți William Christie.

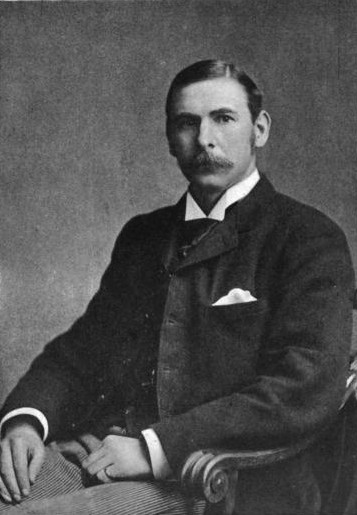
William Christie

Sir William Henry Mahoney Christie (n. 1 octombrie 1845 la Woolwich, Londra - d. 22 ianuarie 1922 pe mare lângă Gibraltar) a fost un astronom britanic.
Tatăl său a fost omul de știință Samuel Hunter Christie.
În perioada 1870 - 1881 a fost asistent-șef la Observatorul Regal din Greenwich, după care, în 1881 devine succesorul lui George Biddell Airy ca Astronom Regal.
În același an devine membru al Royal Society, for științific pe care îl conduce în perioada 1888 - 1890.
S-a interesat în special de spectroscopie și, prin metodele sale de cercetare fotografică a stelelor, a orientat Observatorul din Greenwich către astrofizică.
De asemenea, a condus lucrările pentru întocmirea unei hărți a cerului.
Se retrage din activitate în 1910, dar rămâne activ în domeniul astronomiei.
Își pierde viața pe mare, în timpul unei călătorii în Maroc.